# Croix de mission de Brienne-le-Château
La croix de mission de Brienne-le-Château est une croix située à Brienne-le-Château, en France.

## Localisation
La croix est située sur la commune de Brienne-le-Château, dans le département français de l'Aube.

## Historique
L'édifice est inscrit au titre des monuments historiques en 1930.